# Sant’Eligio Maggiore
A Sant’Eligio Maggiore templom Nápoly történelmi központjában, a Piazza del Mercato közelében.

## Története
1270-ben, Anjou Károly uralkodása idején épült a közeli Sant’Eligio-kórházzal együtt. Ez az első templom, amelyet az Anjouk építettek Nápolyban. Az eredeti épületből mára kevés maradt fent. Az árkádos folyosó – amely a Piazza del Mercatóra nyílik és az eredeti homlokzatba torkollik – beépült a kórház szerkezetébe. A templom számos részlete a második világháborút követő restaurálás során került napvilágra. A templom a francia gótika stílusjegyeit viseli magán. A templombelső háromhajós, spártai díszítésű. Egykori műtárgyai közül kevés maradt fenn: Massimo Stanzione, Cornelio Smet és Francesco Solimena egy-egy festménye.